# Картуха (остров)
Остров Карту́ха (исп. Isla de la Cartuja — «остров картезианского монастыря») — небольшой остров на реке Гвадалквивир в Севилье. Входит в состав городского района Триана. Получил своё название по картезианскому монастырю, расположенному в южной части острова. Несмотря на свою близость к Севилье, остров не осваивался вплоть до начала XX века. В 1992 году остров Картуха выступил местом проведения Всемирной выставки 1992 года, а после её завершения — местом размещения научно-технологического парка «Картуха-93». Помимо этого на острове размещены несколько центров Севильского университета, Андалусский центр современного искусства в стенах монастыря и тематический парк «Волшебный остров». С городом остров связывает несколько мостов.